# Windows Live Call
O Windows Live Call foi um programa que fez parte do serviço Windows Live. Esteve integrado ao Windows Live Messenger e permitia que os usuários fizessem chamadas de PC-para-PC, PC-para-telefone e chamadas de vídeo. A Microsoft, em parceria com empresas de telecomunicações em todo o mundo, permitia aos usuários usar um PC equipado com um microfone e alto-falantes e uma conexão de Internet de alta velocidade para ligar para qualquer telefone quase regulares em qualquer lugar do mundo.
O Windows Live Call oferecia três formas de chamar:
- ligar para o computador - de voz PC-para-PC. Grátis as chamadas para contatos do Windows Live Messenger;
- chamada de vídeo - vídeo PC-para-PC. Grátis as chamadas para contatos do Windows Live Messenger;
- telefonema - PC-para-telefone. Chamadas para números fixos e sem fio em qualquer lugar do mundo (tarifas aplicadas);

O serviço de chamada de telefone utilizado no Windows Live Messenger era o Voice over Internet Protocol (VoIP), tecnologia para fornecer aos usuários uma maneira barata de fazer chamadas telefônicas nacionais e internacionais a partir de um computador. A Microsoft também lançou o Windows Live Messenger Phone, que funciona como uma extensão para o Windows Live Messenger para fazer chamadas para outros usuários de PC ou age como um telefone normal. 
O Windows Live Call foi descontinuado em 1 de junho de 2010, porque o Windows Live Messenger Wave 4 não suporta mais funcionalidades VoIP. No entanto, as chamadas de voz e a videoconferência ainda são suportadas por meio do MSN Messenger.